# Домница (Черниговская область)

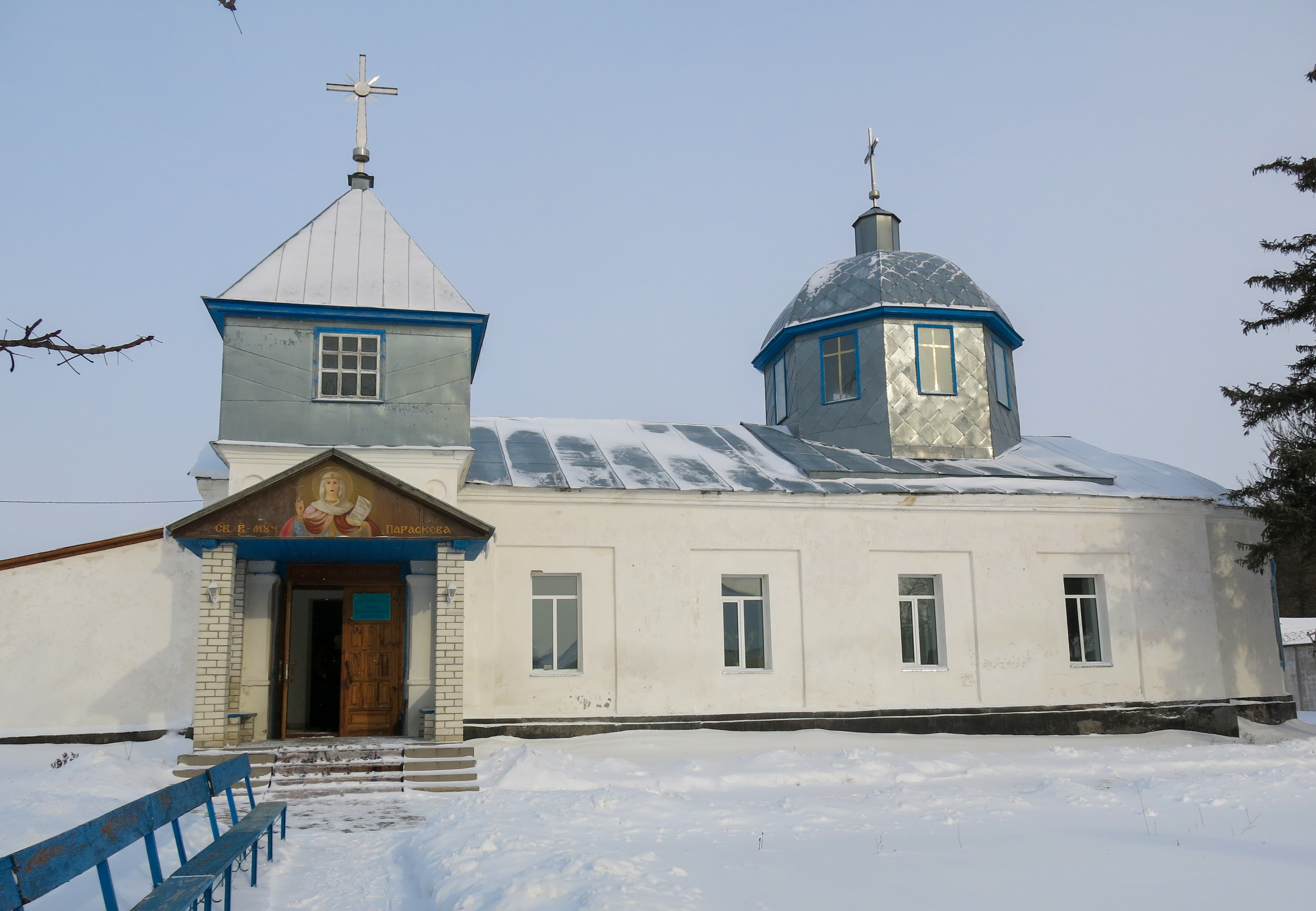
Трапезная церковь Параскевы Пятницы Домницкого монастыря

Домница (укр. Домниця) — посёлок в Менском районе Черниговской области Украины. Население 7 человек. Занимает площадь 0,01 км².
Код КОАТУУ: 7423086703. Почтовый индекс: 15663. Телефонный код: +380 4644.
Стоит на реке Думница. На берегу реки расположен Домницкий монастырь (Собор Рождества Богородицы, Колокольня)

## Власть
Орган местного самоуправления — Николаевский сельский совет. Почтовый адрес: 15663, Черниговская обл., Менский р-н, с. Николаевка, ул. Кирова, 9.